# Coston, Norfolk
Coston är en by i civil parish Brandon Parva, Coston, Runhall and Welborne, i distriktet South Norfolk, i grevskapet Norfolk i England. Byn är belägen 6 km från Wymondham. Coston var en civil parish fram till 1935 när blev den en del av Runhall. Civil parish hade 33 invånare år 1931.